# 1993 dans le catholicisme
Chronologie du catholicisme
- 1989
- 1990
- 1991
- 1992
- 1993
- 1994
- 1995
- 1996
- 1997

Cet article présente les faits marquants de l'année 1993 dans le catholicisme.

## Évènements
- 3 au 10 février : voyage apostolique du pape au Bénin, en Ouganda et au Soudan.
- 20 mars : béatification de Dina Bélanger.
- 21 mars : canonisation de Claudine Thévenet et Thérèse des Andes.
- 18 avril : béatification de Faustine Kowalska.
- 25 avril : voyage apostolique du pape en Albanie.
- 16 mai : béatification de Maurice Tornay et Marie-Louise Trichet.
- 7 au 13 juin : congrès eucharistique international à Séville.
- 12 au 17 juin : voyage apostolique du pape en Espagne.
  - 16 juin : canonisation de Henri de Osso y Cervello.
- 6 août : publication de l'encyclique Veritatis splendor sur les questions fondamentales de l'enseignement moral.
- 9 au 16 août : voyage apostolique du pape en Jamaïque, au Mexique et aux États-Unis (pour les JMJ).
- 10 au 15 août : réunion des Journées mondiales de la jeunesse à Denver.
- 4 au 10 septembre : voyage apostolique du pape en Lituanie, Lettonie et Estonie.
  - 8 septembre : canonisation de Meinhard de Holstein.

## Décès

### Janvier
- 2 janvier : Michel Bernard, prélat français, missionnaire en Guinée, au Congo et en Mauritanie, archevêque-évêque de Nouakchott (° 16 novembre 1911)
- 7 janvier : Italo Mancini, prêtre et philosophe italien (° 4 mars 1925)

### Février
- 4 février : Thomas Philippe, prêtre dominicain français, condamné pour abus sexuels (° 18 mars 1905)
- 6 février : Jean Chevalier, écrivain, philosophe et théologien français (° 27 décembre 1906)
- 15 février : Enzo Boschetti, prêtre, engagé social et vénérable italien (° 19 novembre 1929)

### Mars
- 5 mars : Michel Riquet, prêtre jésuite, théologien et prédicateur français (° 8 septembre 1898)
- 9 mars : Pie-Claude Ngumu, prêtre, compositeur et musicien camerounais (° 12 octobre 1931)
- 21 mars : 
  - Sebastiano Baggio, cardinal italien de la Curie, précédemment diplomate du Saint-Siège et archevêque titulaire d'Éphèse (de) (° 16 mai 1913)
  - René Toussaint, prélat et missionnaire belge, évêque d'Idiofa (° 5 mars 1920)

### Avril
- 9 avril : Bienheureuse Lindalva Justo de Oliveira, religieuse et martyre de la pureté brésilienne (° 20 octobre 1953)
- 13 avril : Roger Johan, prélat français, évêque d'Agen (° 28 avril 1902)
- 16 avril : Fernand van Steenberghen, prêtre, enseignant, philosophe et théologien belge (° 13 février 1904)

### Mai
- 20 mai : Pius Kerketta, prélat jésuite indien, archevêque de Ranchi (° 11 mars 1910)
- 24 mai : Juan Jesús Posadas Ocampo, cardinal mexicain assassiné, archevêque de Guadalajara (° 10 novembre 1926)

### Juin
- 4 juin : Jean Mouisset, prélat français, évêque de Nice (° 29 avril 1909)

### Juillet
- 12 juillet : Ferdinando Giuseppe Antonelli, cardinal italien de la Curie, précédemment archevêque titulaire d'Idicra (de) (° 14 juillet 1896)
- 14 juillet : Gilles Barthe, prélat français, évêque de Fréjus-Toulon (° 4 juin 1906)
- 19 juillet : Gordon Joseph Gray, cardinal écossais, archevêque de Saint Andrews et Édimbourg (° 10 août 1910)

### Août
- 2 août : Guido Del Mestri, cardinal italien, diplomate du Saint-Siège et archevêque titulaire de Tuscamia (de) (° 13 janvier 1911)
- 16 août : Niña Ruiz Abad, jeune philippine réputée pour sa foi, servante de Dieu (° 31 octobre 1979)
- 18 août : Georges-Firmin Singha, prélat congolais, évêque de Pointe-Noire (° 23 mai 1925)
- 29 août : Maxime Charles, prêtre et enseignant français, recteur du Sacré-Cœur de Paris (° 26 mai 1908)

### Septembre
- 15 septembre : Bienheureux Giuseppe Puglisi, prêtre italien, martyr de la mafia (° 15 septembre 1937)
- 30 septembre : Alfonso Niehues, prélat brésilien, archevêque de Florianópolis (° 23 août 1914)

### Octobre
- 5 octobre : Francesco Carpino, cardinal italien, archevêque de Palerme, précédemment archevêque titulaire de Nicomédie (de) puis de Serdica (de) (° 18 mai 1905)
- 6 octobre : Victor Razafimahatratra, cardinal jésuite malgache, archevêque d'Antananarivo (° 8 septembre 1931)
- 20 octobre : Pierre-Michel Pango, prêtre et compositeur ivoirien (° 17 février 1928)
- 30 octobre : Paul Grégoire, cardinal canadien, archevêque de Montréal (° 24 octobre 1911)

### Novembre
- 10 novembre : Casimir Gnanadickam, prélat jésuite indien, archevêque de Madras-Mylapore (° 25 avril 1925)

### Décembre
- 8 décembre : Michael Schmaus, prêtre et théologien allemand (° 17 juillet 1897)
- 19 décembre : Gérard-Marie Coderre, prélat canadien, évêque de Saint-Jean-de-Québec (° 19 décembre 1904)